# 侏海豚属
黑白海豚属（学名：Cephalorhynchus）也称喙头海豚属、矮海豚属，是鯨目海豚科的一属，现存4种：
- 黑白海豚（Cephalorhynchus commersonii）
- 黑海豚（Cephalorhynchus eutropia）
- 赫氏海豚（Cephalorhynchus heavisidii）
- 大西洋黑白海豚（Cephalorhynchus hectori）